# Ella Van Kerkhoven
Ella Van Kerkhoven (20 november 1993) is een Belgische voetbalster die speelt als centrumspits bij Feyenoord, en ook bij de Red Flames.

## Clubcarrière
Als invaller in de uitwedstrijd tegen Ajax maakte Van Kerkhoven op 10 februari 2024 haar debuut in de Vrouwen Eredivisie. Op 22 juli 2025 tekende ze een nieuw contract tot medio 2026 in Rotterdam.

## Clubstatistieken
| Seizoen | Club                     | Land      | Klasse        | wedst | goals |
| ------- | ------------------------ | --------- | ------------- | ----- | ----- |
| 2008/12 | VC Bekkevoort            | België    |               |       |       |
| 2012/13 | OH Leuven                | België    | BeNe League B | 24    | 3     |
| 2013/14 | OH Leuven                | België    | BeNe League B | 20    | 2     |
| 2014/15 | OH Leuven                | België    | BeNe League B | 23    | 3     |
| 2015/16 | RSC Anderlecht           | België    | Super League  |       |       |
| 2016/17 | RSC Anderlecht           | België    | Super League  |       |       |
| 2017/18 | RSC Anderlecht           | België    | Super League  |       |       |
| 2018/19 | RSC Anderlecht           | België    | Super League  |       |       |
| 2019/20 | FC Internazionale Milano | Italië    | Serie A       | 9     | 1     |
| 2020/21 | KAA Gent Ladies          | België    | Super League  | 13    | 8     |
| 2021/22 | RSC Anderlecht           | België    | Super League  | 4     | 2     |
| 2022/23 | OH Leuven                | België    | Super League  | 25    | 21    |
| 2023/24 | KRC Genk                 | België    | Super League  | 12    | 4     |
| 2023/24 | Feyenoord                | Nederland | Eredivisie    | 7     | 5     |
| 2024/25 | Feyenoord                | Nederland | Eredivisie    | 21    | 13    |
| 2025/26 | Feyenoord                | Nederland | Eredivisie    | 0     | 0     |
|         |                          | Totaal    |               | 158   | 62    |

Laatste update: 22 juli 2025

## Interlandcarrière
Van Kerkhoven werd opgeroepen voor het oefenduel van België tegen Oekraïne op 2 juni 2013, maar ze speelde uiteindelijk niet mee. Ze maakte pas vijf jaar later haar debuut voor de Red Flames: op 31 augustus 2018 maakte ze haar debuut in een WK-kwalificatiewedstrijd tegen Roemenië (0-1). Van Kerkhoven viel tegen Roemenië tijdens de rust in voor Yana Daniëls en scoorde in de 84e minuut het enige doelpunt van de wedstrijd.